# Cyprinodon pachycephalus
Cyprinodon pachycephalus là một loài cá thuộc họ Cyprinodontidae. Nó là loài đặc hữu của México.